# Charles Algernon Parsons
Charles Algernon Parsons OM (1854. június 13. – 1931. február 11.) ír mérnök, a gőzturbina egyik megalkotója. Mérnökként a dinamó, a generátor és a gőzturbina, valamint az erőátvitel fejlesztésén dolgozott, nagy hatással volt a hajóépítés és az elektrotechnika fejlődésére. Optikai eszközökkel is foglalkozott, fényszórót és teleszkópot is szerkesztett.
Lord Rosse-nak, a híres csillagásznak és Mary Fields Rosse fényképészeti úttörőnek fiatalabb fiaként született 1854. június 13-án a család Hyde Park-i palotájában. A Dublini Trinity College-ban és a Cambridge-i St. John's College-ban tanult. Tanulmányai befejezése után W. G. Armstrong newcastle-i gépgyárában lett tanonc, ami egy arisztokrata fiához képest szokatlan lépésnek számított. Később a yorkshire-i Kitsons gépgyárba lépett be, ahol rakétehajtású torpedó fejlesztésén dolgozott.
Gőzturbinák gyártásra alapította a C. A. Parsons and Companyt Newcastle upon Tyne-ban. Később ugyancsak Newcastleben megalapította a Parsons Marine Steam Turbine Company-t, ami akkor vált híressé, amikor 1897-ben a Turbinia nevű gőzturbina-hajtású jachtja nagy sebességgel elszáguldott egy portsmouthi haditengerészeti díszszemlén Viktória királynő előtt, hogy demonstrálja az új technika előnyeit. Ma a Turbinia a newcastle-i Felfedezések Múzeumában van kiállítva.
1911-ben lovaggá ütötték, és 1927-ben az Order of Merit tagja lett. 1902-ben elnyerte a Rumford-érmet. Korábbi gyára tovább él ma is Newcastle Heaton negyedében a Siemens részeként.

## További információk

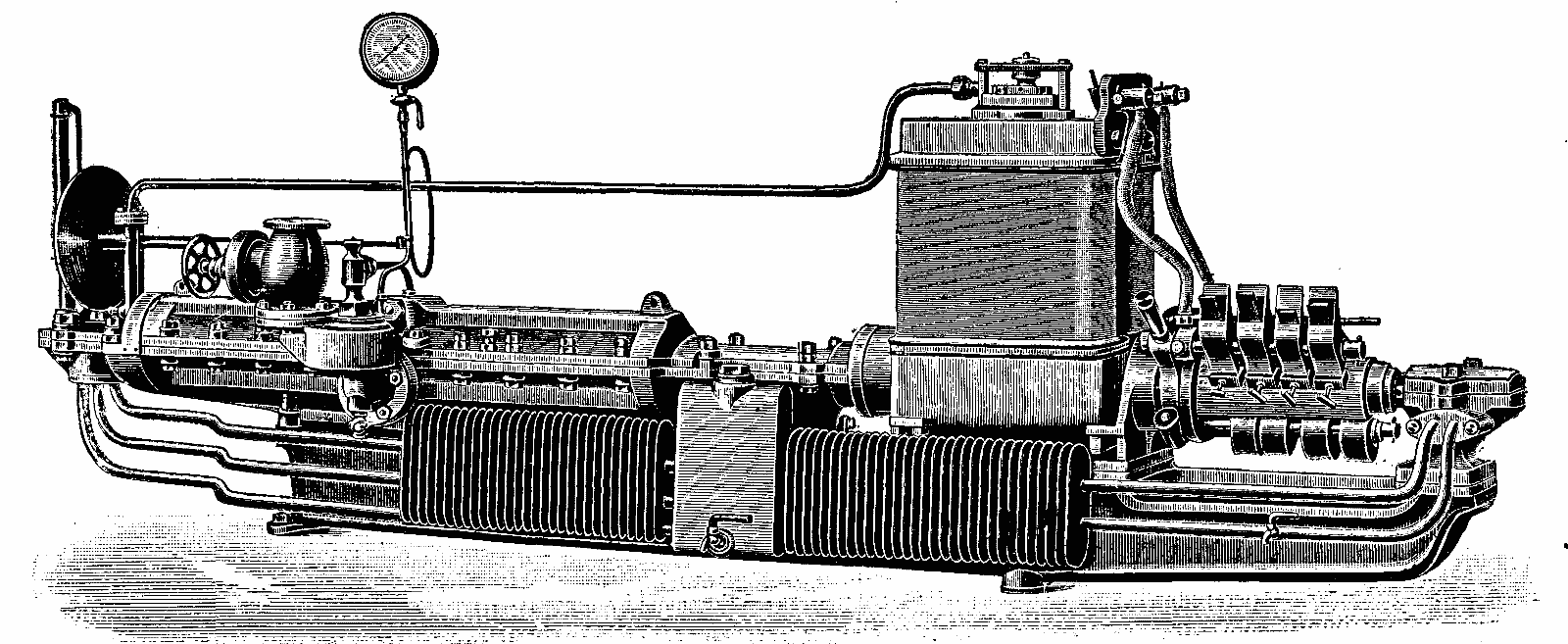
Többfokozatú gőzturbina (1887 körül)